# 개구리 소년 사건
개구리 소년 사건은 1991년 3월 26일에 대구광역시 달서구에 살던 5명의 성서초등학교 학생이 도롱뇽 알을 주우러 간다며 집을 나선 뒤 실종된 사건으로 이춘재 연쇄 살인 사건, 이형호 유괴 살해 사건과 함께 3대 미제 사건 중 하나이며 도롱뇽 알을 주우러 간다는 말이 개구리를 잡으러 간다고 왜곡된 것이 초기에 널리 퍼지면서 "개구리 소년"이라고 알려지게 되었다. 사건 발생일인 1991년 3월 26일은 5·16 군사 정변 이후 중단된 지방자치제가 30년 만에 부활하여 기초의회 의원을 뽑는 시·군·구의회 의원 선거일로 임시 공휴일이었다.

## 사건
5명의 초등학교 학생이 그것도 같은 날 동시에 실종된 이 사건은 당시 상당한 파장을 일으켰고 사건 발생 2년 후인 1993년에는 KBS 1TV의 사건 25시와 SBS의 그것이 알고 싶다를 통해 심층적으로 방영되면서 전국적인 관심을 불러일으켰다. 
특히 공중전화 카드, 엽서 등은 물론이고 심지어는 어린이 만화 비디오테이프 등까지 대대적으로 캠페인이 전개되면서 남녀노소 대부분이 이 사건에 대해 인지할 정도였고 당시 정부는 경찰과 군인 등을 35만명 투입하여 현장 주변을 샅샅이 뒤졌음에도 불구하고 뚜렷한 성과 없이 미제 사건으로 묻히는 듯하다가 사건 발생 11년 6개월만인 2002년 9월 26일에 성산고등학교 신축공사장 뒤쪽의 와룡산 중턱에서 아이들의 유골이 발견되었으나 끝내 아이들의 사망 원인조차 제대로 규명하지 못한 채 2006년 3월 25일 24시에 공소시효 15년이 만료되면서 미제사건으로 남았으며 당시 수색한 경찰과 군인 등 35만명은 확실하게 수색하지 않은 것이다.
그리고 공소시효 만료 이후에도 범인을 찾기 위하여 형사들이 개구리 소년 사건을 담당하는 대구성서경찰서와 대구광역시경찰청 미제사건수사팀이 구성되어 있다.

## 사망 아동 명단
다섯 아이들은 다음과 같다.(나이는 1991년 실종 당시의 나이이다.)
- 우철원 (禹喆元, 1979년생, 6학년, B형+) 보호자: 우종우, 장명자
- 조호연 (趙浩衍, 1980년생, 5학년, B형+) 보호자: 조남환, 김순녀
- 김영규 (金榮奎, 1981년생, 4학년, B형+) 보호자: 김현도[8], 최경희
- 박찬인 (朴燦印, 1982년생, 3학년, B형+) 보호자: 박건서[9], 김임자
- 김종식 (金鍾植, 1983년생, 3학년, O형+) 보호자: 김철규[10], 허도선

## 생존 아동 명단
생존 아이는 다음과 같다.
- 김태룡 (1982년생, 사건 당시 초등학교 3학년)

(그는 어머니가 ‘너무 멀리 나가서 놀지 말라’고 했던 말이 생각나 산 정문까지만 아이들을 쫓아가고 아침밥도 먹을 겸 돌아갔다고 한다.)

## 사건에 대한 논란

### 유골 발견
2002년 9월 26일에 와룡산에서 도토리를 줍던 한 시민이 유골을 발견하였고, 경찰은 유골들이 한군데 엉켜 있었고 현장에 구덩이의 흔적이 없는 점으로 보아 체온이 떨어져 사망한 것으로 보인다고 주장했다. 하지만 유골 감식을 맡은 경북대 법의학팀은 두개골 손상 흔적 등을 근거로 아이들이 타살되었다고 주장했다.
하지만 범인은 끝내 찾지 못하고 2006년 3월 25일자로 공소시효가 만료되어 수사가 종결되었다.

### 총격에 의한 타살설
구두닦이 일을 했던 한 아무개씨(43·대구 달서구)가 2002년 9월 28일 대구경찰청에 "2002년 7월에 30∼35세의 남자 1명이 구두를 닦으면서, ‘군생활 당시 어린이 5명을 총으로 쏴 죽였다’는 말을 했다"는 제보를 했다. 이에 대해 군 관계자는 “군부대에서 사격은 적어도 10∼20명이 단체로 실시하고 있다”면서 “더군다나 이들 인원이 오발에 의해 사고가 났다면 10여년 동안 그 사실이 묻혀 있을 수 있겠느냐”며 가능성을 부인했다.

### 미흡한 수사

#### 헛소문들
1992년 8월에 경찰에서는 "실종 소년들이 경북칠곡군 모 집단 거주지 건물 지하에 암매장 돼 있다."라는 신고를 듣고 한센병 환자촌을 수사하였다. 이에 일부 주민들이 취재를 위해 방문한 간부 2명을 포함한 기자 12명을 감금했다가 밤 늦게 풀어주는 소동이 있었다. 1996년 1월에는 경찰이 아이들을 김종식 군의 아버지가 죽여 집에 묻었다는 한국과학기술연구원 프로파일러인 김가원 씨의 고집센 주장이 있다면서 김종식 군 아버지의 집 마당, 화장실, 구들장을 임의로 발굴해 물의를 일으켰다.

#### 경찰의 잘못
아이들의 유골을 발굴할 때도 유골을 분석하여 사인을 밝혀낼 법의학자의 도움 없이 성급하게 작업을 진행하여 현장을 훼손하는 등 실종과 관련된 중요한 정보를 놓쳤다는 비난도 받았었다.
특히 2002년에 유골이 발견되었을 당시 경찰은 유골들이 한데 엉켜 있었고 현장에 구덩이의 흔적이 없는 점으로 미뤄 어린이들이 추운 날씨에 길을 잃고 헤매다 서로 부둥켜안고 있다가 체온이 떨어져 숨졌을 것이라 주장했다. 그러나 유골 감식을 맡은 경북대 법의학팀은 두개골 손상 흔적 등을 근거로 아이들이 타살되었다고 주장했다.
같은 학교에 당시 초등학교 4학년 함승훈 군은 아이들을 보지는 못했지만, 중요한 증언을 남겼다. 와룡산 바로 밑 군인 아파트에서 살고 있던 그는 이날 다른 무리의 동네 형들과 함께 도롱뇽 알을 찾으러 와룡산 계곡에 갔다가 형들과 떨어져 혼자 와룡산 중턱에 있는 무덤가 근처까지 올라갔는데, 그때 산 위쪽에서 10초쯤 간격으로 날카롭고 다급한 비명소리를 두 차례 들었다, 이때가 점심 먹기 직전이었으니까, 11시 30분쯤 되었을 것"이라고 진술했다. 성인이 된 함 씨는 SBS와의 인터뷰에서, "두 번 다시 듣고 싶지 않은 끔찍한 소리였다."라고 밝혔다. 그러나 경찰은 묵살했다.
사건 당일인 1991년 3월 26일 서구 중리동에 위치해 있던 가축 도살장(現 퀸스로드 쇼핑몰) 인근 버스 정류장에서 아이들이 버스를 같이 타는 걸 목격했다는 여성의 제보가 있었으나, 경찰은 묵살되었다.

#### 영구 미해결 사건
이 사건은 이형호 군 유괴 살해사건과 함께 증거부족으로 영구 미해결 사건이 된 대표적인 사건 중 하나다. 하지만 이춘재 연쇄 살인 사건은 2019년 9월 18일 진범으로 특정된 용의자가 나왔고, 2019년 10월 1일 용의자인 이춘재가 모든 범행을 시인하고, DNA 검증까지 마치면서 사건이 종결되었다.
조호연 군의 집에 세를 들어 살고 있던 청년이 아이들에게 '시끄러우니까 나가서 놀라'라고 핀잔을 줬다. 사건이 일어난 후, 이 청년은 인터뷰에서 나 때문에 아이들이 죽었다며 눈물을 흘리면서 자책했다고 전해진다.

## 대중문화 · 미디어
유골 발견 이전 (1991년 3월 ~ 2002년 9월 24일)
- 1991년 ~ 1992년 광고 LG생활건강 슈퍼타이[19] 제품에 대구 개구리소년 찾기 광고, 슈퍼타이 세제 뒷면에 개구리소년 찾기 사진 기재된 제품 생산
- 1991년 5월 MBC 여론광장 개구리소년 찾기 방송
- 한국통신(현 KT) 공중전화 카드 뒷면 개구리소년 찾습니다 내용 기재된 카드 발급
- 오리온 초코파이 뒷면 개구리소년찾기 제품 출시
- 1991년 서진 꿈돌이 만화 비디오
- 1991년 5월 5일 한국담배인삼공사(현 KT&G) 출시 담배제품 88라이트 담배갑에 개구리소년 찾습니다 내용 기재된 담배갑 1천만갑 생산
- 개구리소년 찾는 사진 기재된 쥐포(현재 폐업한 회사라 정확한 회사 사명 불분명함) 생산
- 1991년 대한생명(현 한화생명) 개구리소년 찾기 캠페인, 고객 책자 DM에 개구리소년 찾기 사진 기재된 책자 발매
- 1991년 주택은행(현 KB 국민은행) 개구리소년 찾기 캠페인
- 1991년 KB 국민카드 개구리소년 찾기 캠페인 실시, 카드대금 명세서 뒷면에 개구리소년 찾기 사진 기재
- 1991년 8월 20일 《개구리 잡으러 간 친구들은 어디에 있을까》대구 성서국민학교 다섯어린이 실종 사건 이야기. 도서출간  글쓴이 이기창
- 1991년 한진그룹 개구리소년 찾기 전단 배포 및 전국 영업 운송망 동원해 개구리소년 찾기 캠페인 전개
- 1991년 태평양화학(현 아모레 퍼시픽) 미용전문사보 향장에 대구개구리소년 찾기운동 실시 보상금 1천만원 회사에서 기탁
- 1991년 KEB 하나은행 개구리소년 찾기 전단 배포
- 1991년 11월 3일 KBS1 《가요무대》 - 개구리소년 찾는 사연 쇼
- 1992년 영화 《돌아오라 개구리 소년》개봉[20]
- 1992년 1월 동아생명(현 KDB생명) 직원용 사보 동아생명, 고객서비스 책자 파랑새에 개구리소년 찾기 사보 매달 개제 발매
- 1992년 2월 동원산업 동원 양반김에 대구 개구리소년 찾기 사진 개제된 제품 생산 출시
- 1992년 3월 대구시 교육청에서 개구리소년 찾기 전단 22만부 제작 배포
- 1992년 5월 14일 주간조선 개구리소년 납북설 보도된 주간조선 발매
- 1993년 3월 21일 SBS 《그것이 알고싶다》 - 실종, 개구리 소년
- 1993년 3월 28일 SBS 《그것이 알고싶다》 - 대구 개구리 소년
- 1993년 4월 23일 SBS AM 트롯대행진
- 1993년 6월 26일 KBS2 《사건 25시》 - 공개추적, 개구리 소년 실종 853일
- 1993년 9월 23일 개구리소년 5명 부모들 아이들 찾기 포기하고 생업 복귀한다고 선언

유골 발견 후 (2002년 9월 26일 ~ 수사 종료까지)
- 2002년 10월 5일 SBS 《그것이 알고싶다》 - 끝나지 않은 미스터리 / 주검으로 돌아온 개구리 소년
- 2003년 5월 14일 힙합 가수 MC 스나이퍼 2집 앨범 《초행》 중 〈개구리 소년〉이라는 노래가 수록됨(3번 트랙).
- 2005년 9월 이 사건에 대해 전 카이스트 교수가 쓴 실화소설 《아이들은 산에 가지 않았다》 출간.
- 2011년 2월 17일 영화 《아이들...》개봉
- 2022년 7월 19일 MBC 《PD수첩》 - 와룡산에 묻힌 진실
- 2022년 3월  26일 《아이들은 왜 산에 갔을까?》'개구리 소년 변사사건' 30년 추적기. 김재산 출간
- 2024년 1월 11일 SBS《꼬리에 꼬리를 무는 그날 이야기》- 1991 개구리 소년

## 같이 보기
- 울산 가재소년 실종 사건[21] (1979년)